# Castus (rebel)
Castus (n.  ?, Galia, Luxemburg – d. 71 î.Hr., Lucania⁠(d), Italia) a fost un sclav gal, care, împreună cu tracul Spartacus, cu galul Crixus și cu celtul Gannicus, alături de Oenomaus, a fost unul dintre conducătorii sclavilor rebeli în timpul celui de-a Treia Răscoale a Sclavilor (73-71 î.Hr.). El a fost ucis împreună cu colegul său comandant Gannicus și cu partizanii lor gali și germanici de forțele militare romane comandate de Marcus Licinius Crassus în Bătălia de la Cantenna din Lucania în 71 î.Hr.